# Округ Колумбија (Џорџија)
Округ Колумбија (енгл. Columbia County) је округ у америчкој савезној држави Џорџија.

## Демографија
По попису из 2010. године број становника је 124.053, што је 34.765 (38,9%) становника више него 2000. године.
| Група             | 2000.          | 2010.          |
| Белци             | 72.438 (81,1%) | 91.517 (73,8%) |
| Афроамериканци    | 10.011 (11,2%) | 18.439 (14,9%) |
| Азијати           | 2.997 (3,4%)   | 4.761 (3,8%)   |
| Хиспаноамериканци | 2.313 (2,6%)   | 6.175 (5,0%)   |
| Укупно            | 89.288         | 124.053        |